# Palermo Shooting
Palermo Shooting és una pel·lícula del 2008 escrita i dirigida per Wim Wenders i protagonitzada per Campino, Dennis Hopper, Giovanna Mezzogiorno i Lou Reed.
La pel·lícula tracta d'un fotògraf alemany que viatja a Palerm amb la intenció d'esborrar el seu passat. A la ciutat hi coneix una dona (Giovanna Mezzogiorno) i la seva vida canvia d'una forma totalment diferent.

## Argument
El personatge principal, Finn, un famós fotògraf alemany (interpretat per Campino), surt a les primeres escenes del film rodades a Düsseldorf al taller del fotògraf. Després, va amb alguns membres del seu taller a Palerm. Finn descobreix Palerm, els seus carrers, els seus palaus, i no abandona pas la seva càmera de fotos. Coneix també Flavia (Giovanna Mezzogiorno), restauradora en el museu d'art del Palau Abatellis. Ella el porta a visitar el port. Finn cau al mar però és salvat d'ofegar-se per Flavia. Flavia convida Finn a casa seva, on comença una tarda romàntica. Les discussions giren al voltant del tema de la mort, que obsessiona Finn des de fa temps i constitueix el fil conductor del film. Flavia parla de la seva experiència present, la restauració del famós fresc el Triomf de la mort (Palermo)'.
Flavia persuadeix Finn d'anar al poble de la seva infantesa, Gangi. S'instal·len a l'antiga casa dels pares, ara deshabitada, i reprenen les seves discussions sobre la mort, i sobre l'amor igualment, discussions que els condueixen fins al llit. Un cop la nit avançada, quan Flavia s'adorm, Finn surt a visitar el poble i coneix la Mort en persona. La qüestió plantejada per Finn - "Què puc fer per vos?" - desconcerta la Mort, que li proposa de fer-li un retrat amb la finalitat que la humanitat pugui reconèixer-la. Però, quan Finn s'hi posa, apareix el retrat de la seva pròpia mare.

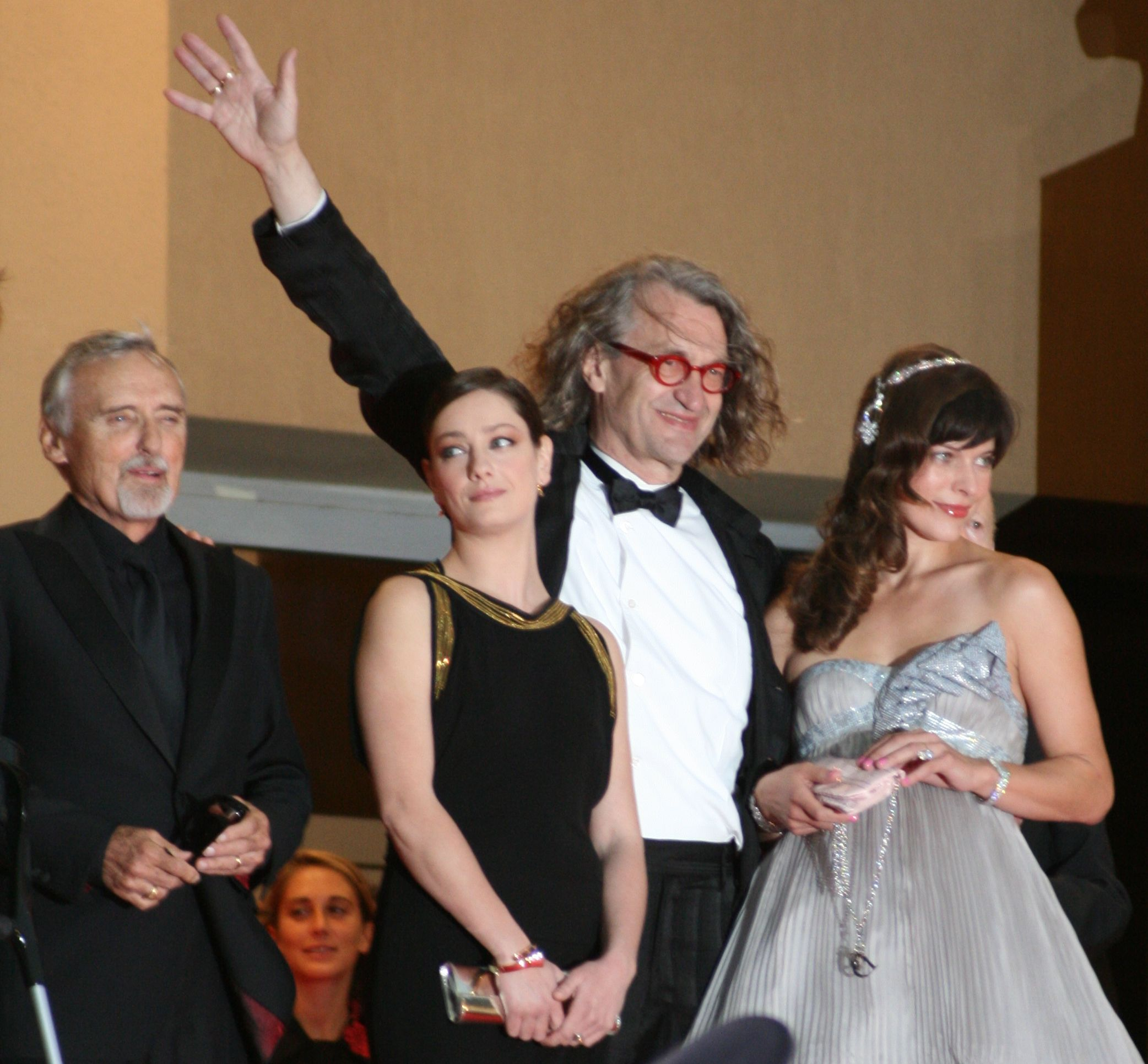
Festival de Canes 24 de maig 2008

## Repartiment
- Campino: Prof. Finn Gilbert
- Giovanna Mezzogiorno: Flavia
- Dennis Hopper: Frank
- Inga Busch: Karla
- Gerhard Gutberlet: Gerhard
- Harry Blain: Harry
- Sebastian Blomberg: Manager Julian
- Jana Pallaske: Estudiant
- Olivia Asiedu-Poku: Fan del Club
- Milla Jovovich: Milla Jovovich

- Melika Foroutan: Anke
- Anna Orso: Mare
- Lou Reed: Lou Reed
- Udo Samel: Banquier
- Letizia Battaglia: Fotògrafa
- Alessandro Dieli: Metge

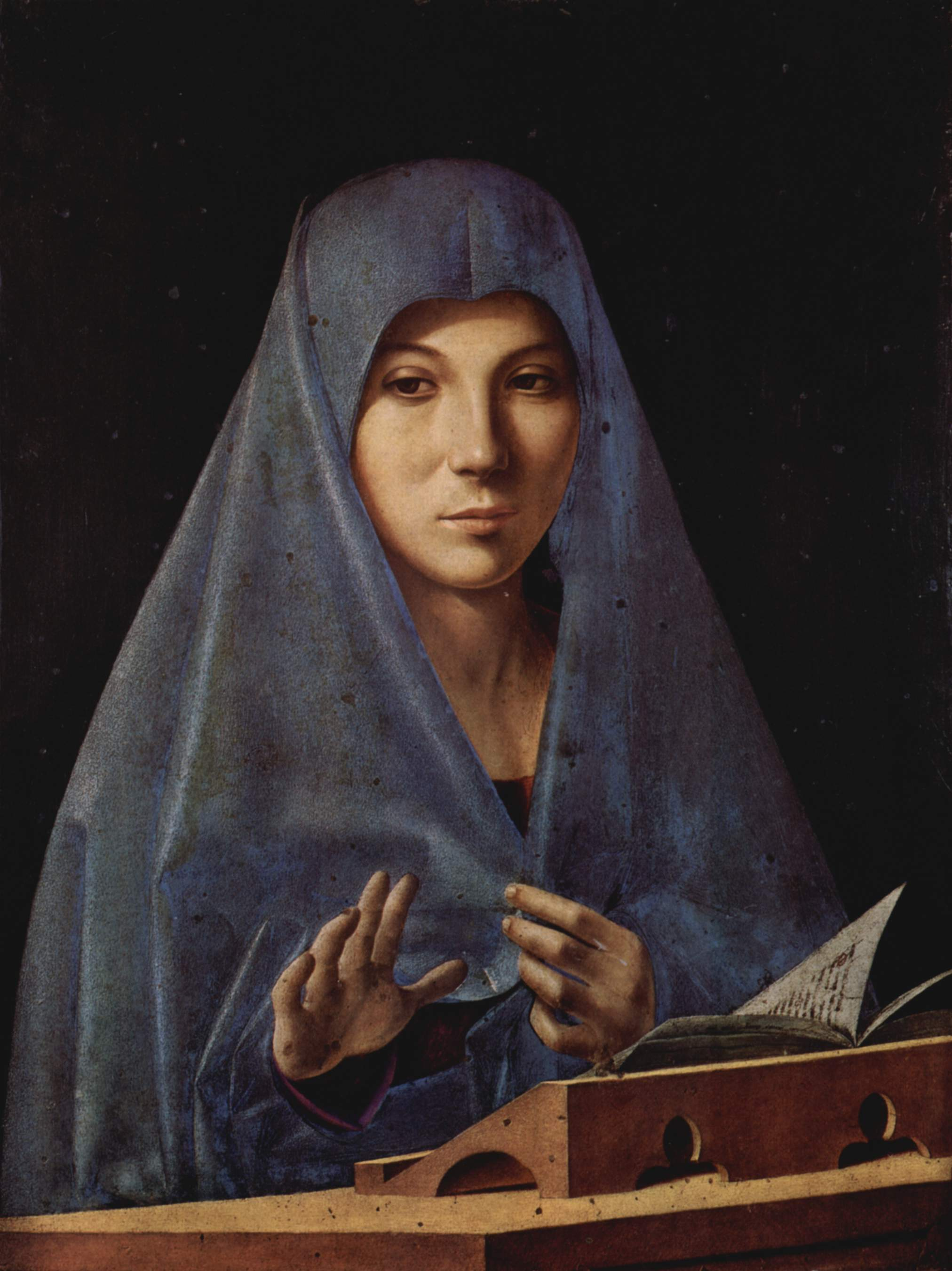
Antonello de Messine, La Verge de l'Anunciació

Wenders volia una actriu que s'assemblés a la Mare de Déu representada a la tela de Antonello de Messine, i va triar Giovanna Mezzogiorno.